# Cataglyphis ruber
Cataglyphis ruber é uma espécie de inseto do gênero Cataglyphis, pertencente à família Formicidae.